# 卓斯坦·查拉
卓斯坦·查拉（Tristan Tzara；法語：[tʁistɑ̃ dzaʁa]; 羅馬尼亞語：[trisˈtan ˈt͡sara]，1896年4月16日—1963年12月25日），原名森美·羅辛托（Samuel或Samy Rosenstock），又名S. Samyro，羅馬尼亞裔法國詩人、散文作家。他曾著有多篇名詩句，如《道路》等。